# Caterina Zuccaro
Caterina Zuccaro (Catania, 24 aprile 1956 – ...) è stata una calciatrice italiana di ruolo attaccante.
Ha giocato in Serie A con la Catania.

## Palmarès
- Campionato italiano: 1

Jolly Catania: 1978